# Lost for Words
„Lost for Words“ je desátá skladba z posledního studiového alba anglická progresivně rockové hudební skupiny Pink Floyd The Division Bell, vydaného v roce 1994. Autory skladby jsou David Gilmour a jeho manželka Polly Samson.

## Sestava
- David Gilmour – akustická kytara, elektrická kytara, zpěv
- Richard Wright – klávesy
- Nick Mason – bicí, perkuse
- Jon Carin – klávesy, programování
- Guy Pratt – baskytara